# 越喜靺鞨

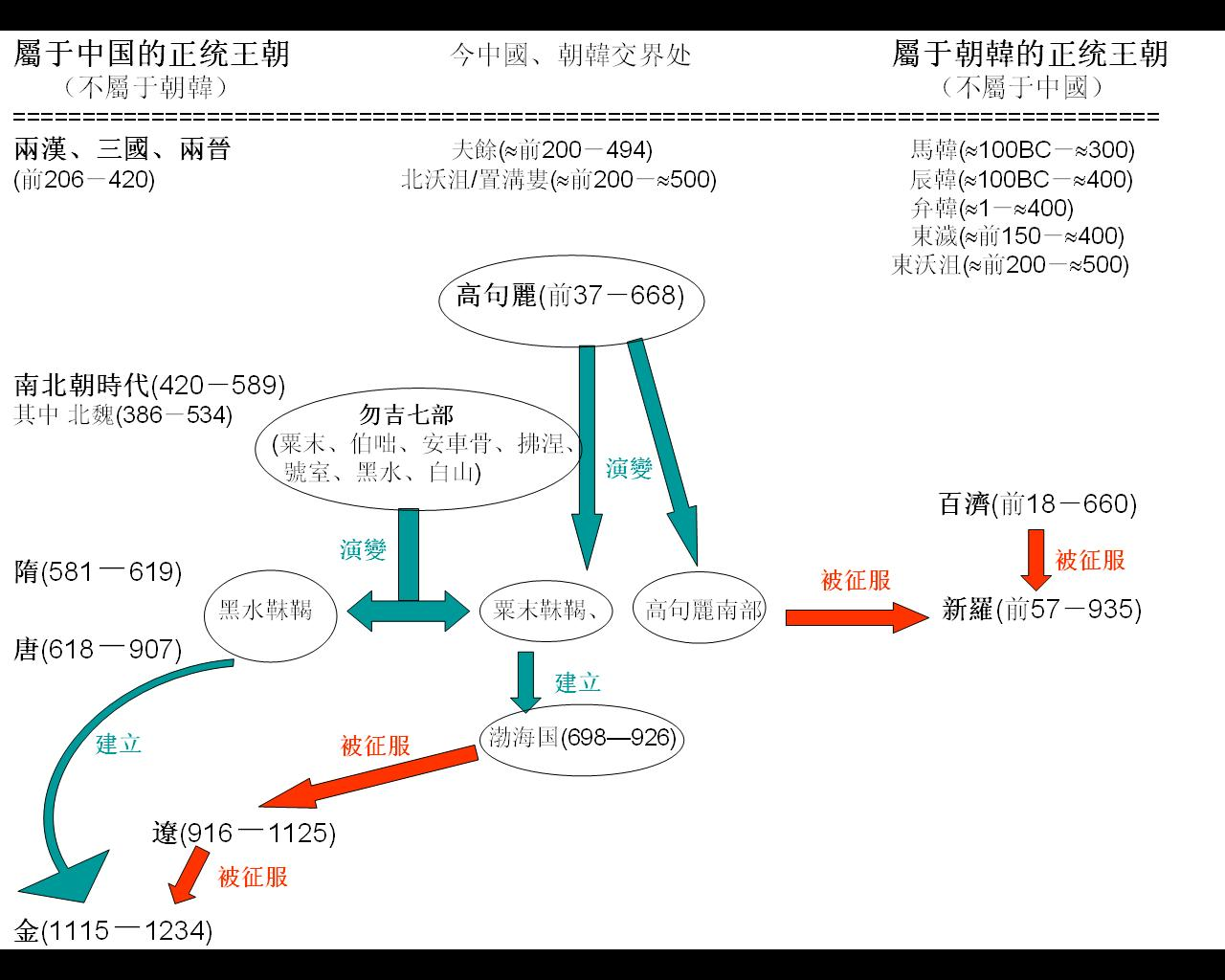
勿吉七部（靺鞨七部）の民族系統。勿吉七部（靺鞨七部）の粟末靺鞨の系統が渤海国に発展し、勿吉七部（靺鞨七部）の黒水靺鞨の系統が金に発展している。

越喜靺鞨（えつきまっかつ）は、7世紀前半に鉄利靺鞨の東方に住んでいた靺鞨の一分派。